# Det gula tecknet
Det gula tecknet (franska: La Marque jaune) är ett belgiskt seriealbum av Edgar P. Jacobs. Det kom ut 1956 (tidningspublicering 1953–1954), som den tredje albumhistorien i den tecknade serien Blake och Mortimer.

## Handling[1]

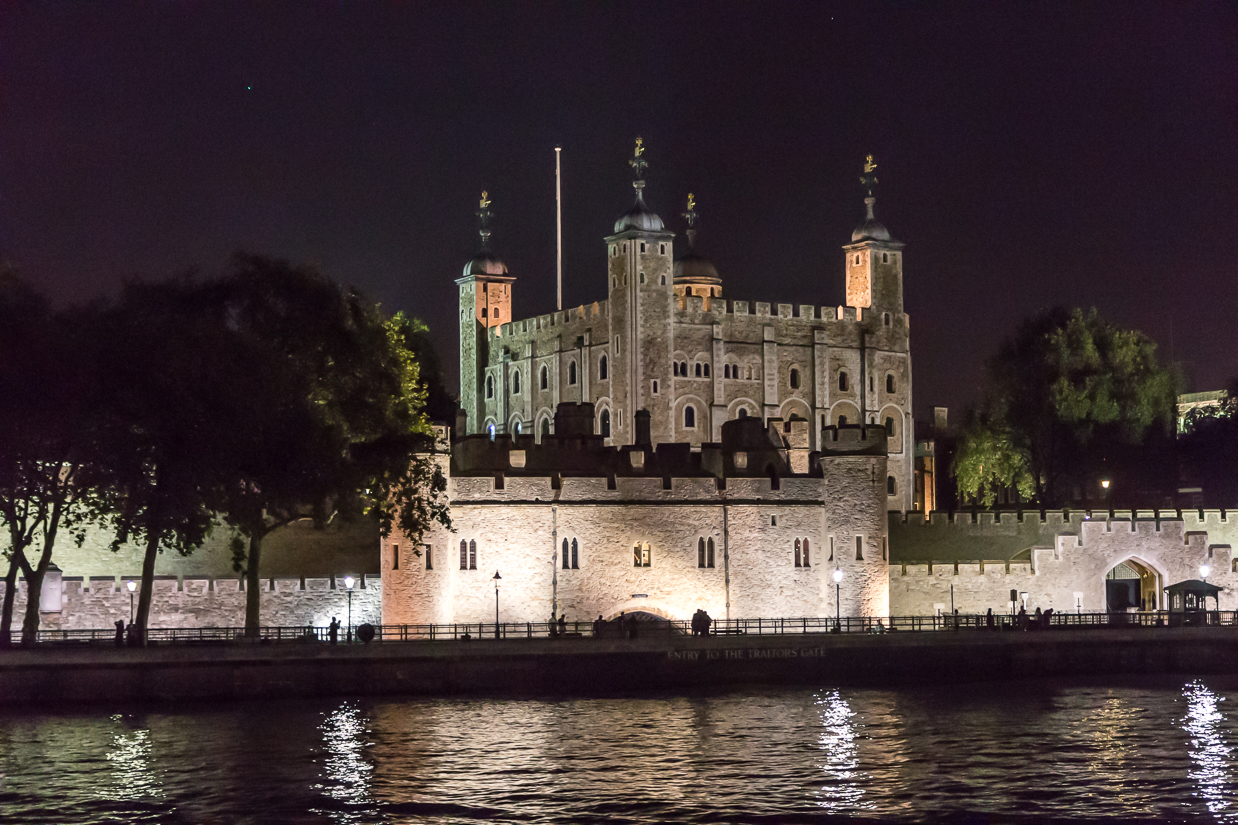
Towern, där inledningen av historien utspelar sig.

En decemberkväll i London lyckas en man stjäla den brittiska imperiekronan, trots den omfattande bevakningen i Towern. Stölden föregårs av en serie förseelser genomförda av en mystisk brottsling som signerar sina dåd med det grekiska tecknet My skrivet med gul krita.
Inget verkar kunna stoppa missdådaren som blir känd som "Gula Tecknet". Kapten Francis Blake på MI5 får i uppdrag av Home Office att assistera kommissarie Glenn Kendall från Scotland Yard i undersökningen. Blake tar i sin tur hjälp av sin vän professor Philip Mortimer, och båda två tillbringar kvällen på Centaurklubben i sällskap med Daily Mails chefredaktör Leslie Macomber, domaren Hugh Calvin, professor Raymond Vernay och doktor Jonathan Septimus. Dessa fyra män blir i tur och ordning kidnappade.
Under tiden som Blake och Kendall följer ett antal olika spår, genomför Mortimer sin egen undersökning. Där upptäcker han en koppling mellan de fyra kidnappningsoffren: en affär från 1922 som rör utgivningen av en bok med titeln The Mega Wave, författad av en mystisk Dr. Wade. Mortimer lyckas komma över ett exemplar och börjar ana den verkliga identiteten hos dess författare – Septimus.
Mortimer beger sig i taxi till Limehouse Dock, där Gula Tecknet gillrat en fälla för kapten Blake i ett försök att eliminera honom. Polisen skrämmer missdådaren på flykten, och men Mortimer lyckas genomskjuta honom. Mortimer kastar sig ut på en jakt som leder honom till Gula Tecknets gömställe. Där upptäcker han till sin stora förvåning att Gula Tecknet i själva verket inte är någon annan än hans gamle ärkefiende Olrik, vilken står under inflytande av Dr Septimus själv.
Mortimer blir tillfångatagen, och då berättar Septimus hela historien för honom. Blake och Kendall lyckas slutligen få upp spåret, tack vare taxichauffören som kört Mortimer till Limehouse Dock. Polisen genomsöker Septimus hus och tar sig igenom en lönndörr som leder till Dr Septimus hemliga laboratorium.
Samtidigt tar sig Olrik loss från sin förhäxning styrd av Septimus, tack vare en trollformel som Mortimer uttalar. Olrik vänder sig emot sin "herre" och förgör honom med dennes egna maskin. När Olrik förbereder sig för att låta Mortimer gå samma öde till mötes, stormar poliserna från Scotland Yard in i rummet och skrämmer Olrik på flykten. Fångarna befrias och den brittiska imperiekronan återfinns till slut, samtidigt som juldagen inleds. 

## Produktion

### Influenser
Albumets återkommande symbol "det gula tecknet" är en direkt referens till Fritz Langs film M.

### Utgivning
Albumet kom på franska hos belgiska Le Lombard ut 1956, som det tredje äventyret och det sjätte albumet i serien Blake et Mortimer. Dessförinnan hade det följetongspublicerats i serietidningen Tintin mellan augusti 1953 och november året därpå, med en seriesida i veckan.
1959 utgav det franska förlaget Dargaud albumet, specifikt för bokmarknaden i Frankrike. Samma år hade förlaget bett Jacobs att göra en ny ombrytning av seriealbum, så att det kunde anpassas för ett "standardalbum" på 62 sidor (använt bland annat i Tintins äventyr). Detta projekt övergavs dock till slut, och alla senare utgåvor har bibehållit sidbrytningen för 66 sidor.
En version av albumet med ny färgläggning producerades under 1980-talet för återutgivningen hos det då nystartade Éditions Blake et Mortimer. Denna utgåva kom ut på franska 1957, inklusive med en ny fransk textning.

## Utgivning
- La Marque jaune (originalutgivning, på franska)
  - 6 augusti 1953–10 november 1954, som följetong i Le Journal de Tintin
  - april 1956, som seriealbum hos Éditions du Lombard

### Översättningar (urval)
- Het gele teken (nederländska)
- Das gelbe M (tyska)
- Det gule mærke (danska)
- 1979 – Det gula tecknet, Carlsen/if (svenska)
- Keltainen merkki, Semic (finska)
- La marca amarilla, Norma Editorial (spanska)
- Il marco giallo, Alessandro Editore (italienska)
- A marca amarela (portugisiska)